# Statistiche e record del L.R. Vicenza
Nella presente pagina sono riportate le statistiche nonché record riguardanti il L.R. Vicenza, società calcistica italiana con sede a Vicenza.

## Statistiche di squadra

### Partecipazione ai campionati

#### Campionati nazionali
| Livello | Categoria                | Partecipazioni | Debutto   | Ultima stagione | Totale |
| ------- | ------------------------ | -------------- | --------- | --------------- | ------ |
| 1º      | Prima Categoria          | 7              | 1910-1911 | 1920-1921       | 37     |
| 1º      | Serie A                  | 30             | 1942-1943 | 2000-2001       | 37     |
| 2º      | Seconda Divisione        | 3              | 1922-1923 | 1925-1926       | 40     |
| 2º      | Serie B                  | 37             | 1933-1934 | 2021-2022       | 40     |
| 3º      | Seconda Divisione        | 3              | 1926-1927 | 1928-1929       | 28     |
| 3º      | Prima Divisione          | 3              | 1930-1931 | 1932-1933       | 28     |
| 3º      | Serie C                  | 11             | 1935-1936 | 2024-2025       | 28     |
| 3º      | Serie C1                 | 10             | 1981-1982 | 1992-1993       | 28     |
| 3º      | Lega Pro Prima Divisione | 1              | 2013-2014 | 2013-2014       | 28     |
| 4º      | Seconda Divisione        | 1              | 1929-1930 | 1929-1930       | 1      |

In 106 stagioni sportive dall'esordio a livello nazionale l'11 giugno 1911, compresi 6 tornei di Prima Categoria Nazionale e Prima Divisione e Divisione Nazionale (A), 3 tornei di Seconda Divisione (B), e 3 tornei del Direttorio Inferiore Nord di terzo livello (C) e 1 di quarto livello (D). Sono escluse dal computo le 4 annate in cui il Vicenza disputò unicamente campionati regionali, e che vengono qui sotto elencate.

#### Campionati regionali
| Livello | Categoria       | Partecipazioni | Debutto   | Ultima stagione | Totale |
| ------- | --------------- | -------------- | --------- | --------------- | ------ |
| I       | Prima Categoria | 3              | 1911-1912 | 1920-1921       | 4      |
| I       | Terza Divisione | 1              | 1923-1924 | 1923-1924       | 4      |

I 3 campionati di Prima Categoria del Comitato Regionale Veneto furono validi come fase preliminare al campionato di Prima Categoria nazionale; l'unico campionato di Terza Divisione fu invece il massimo livello regionale dell'epoca, sottostante la Seconda Divisione nazionale

### Partecipazioni alle coppe europee

#### Coppa UEFA
1978-1979
Primo turno: Lanerossi Vicenza  –  Dukla Praga
| 1 0 | Nehoda               | Dukla Praga L.R. Vicenza | Stromšik; Barmoš, Fiala, Macela, Samek; Vízek, Pelc, Štambachr, Rott; Nehoda, Gajdůsek Galli; Callioni, Marangon, Prestanti, Stefanello; Cerilli, Guidetti, Faloppa, Roselli, Salvi; Rossi P.                            |
| 1   | Briaschi M. Gajdůsek | L.R. Vicenza Dukla Praga | Galli; Callioni, Marangon (Mocellin), Prestanti, Miani; Cerilli, Guidetti, Faloppa, Roselli, Salvi; Briaschi M. (Zanone) Stromšik; Barmoš, Fiala, Macela, Samek; Vízek (Bilský), Pelc, Štambachr, Rott; Nehoda, Gajdůsek |

#### Coppa delle Coppe
1997-1998
Primo turno: Vicenza  –  Legia Varsavia
| 2 0 | Luiso, Ambrosetti | Vicenza Legia Varsavia | Brivio; Mendez, Belotti, Dicara, Coco; Schenardi (Firmani), Di Carlo, Viviani, Ambrosetti (Beghetto); Luiso, Di Napoli Szamotulski; Skrzypek (Kupiec), Zieliński, Bednarz; Czykier, Czereszewski, Magiera (Włodarczyk), Solnica (Sazonowicz), Kacprzak; Zeigbo, Sokołowski |
| 1   | Kacprzak Zauli    | Legia Varsavia Vicenza | Szamotulski; Kupiec (Solnica), Zieliński, Bednarz; Czereszewski, Magiera, Czykier, Sokołowski, Kacprzak; Karwan, Staniek Brivio; Belotti, Canals, Dicara, Beghetto; Mendez (Firmani), Di Carlo, Viviani, Ambrosetti (Ambrosini); Luiso, Di Napoli (Zauli)                  |

Secondo turno: Vicenza  –  Šakhtar Donec'k
| 1 3 | Zubov Luiso (2), Beghetto | Šachtar Vicenza | Šutkov; Zhabchenko, Koval, Leonov, Babij (Jaksmanyc'kyj); Zubov, Koval'ov, Kriventsov, Seleznov (Shelgev), Orbu; Potskhveria Brivio; Belotti, Canals, Dicara, Coco; Schenardi (Firmani), Di Carlo, Viviani, Beghetto, Ambrosini; Luiso                                       |
| 2 1 | Luiso, Viviani Atel'kin   | Vicenza Šachtar | Brivio; Belotti, Canals, Dicara, Coco; Schenardi (Firmani), Di Carlo, Viviani, Ambrosini, Ambrosetti (Mendez); Luiso (Di Napoli) Šutkov; Leonov; Starostiak, Koval (Jaksmanyc'kyj), Zhabchenko (Potskhbrtia); Zubov, Koval'ov, Kriventsov (Spivak), Seleznov, Orbu; Atel'kin |

Quarti di finale: Vicenza  –  Roda J.C.
| 1 4 | Peeters Luiso (2), Belotti, Otero         | Roda JC Vicenza | Delwaerte; Senden, Vrede, Valgaeren (Hart); Van Haaren (Mores), Kukiełka, Van der Luer, Zafarin; Tchoutang, Van Houdt, Lawal (Peeters) Brivio; Mendez, Belotti, Viviani, Stovini; Schenardi (Firmani), Di Carlo (Baronio), Ambrosini; Zauli; Luiso, Otero   |
| 5 0 | Luiso, Firmani, Mendez, Ambrosetti, Zauli | Vicenza Roda JC | Brivio; Stovini, Viviani, Dicara (Canals), Coco; Mendez (Baronio), Firmani, Ambrosini, Ambrosetti (Beghetto); Luiso Zauli Kassmanne; Hart (Zafarin), Vrede, Senden, Van Haaren; Van der Luer, Valgaeren, Kukiełka (Obdam), Lawal; Van Houdt, Peeters (Plet) |

Semifinali: Vicenza  –  Chelsea
| 1 0 | Zauli                        | Vicenza Chelsea | Brivio; Mendez, Belotti, Dicara, Viviani; Schenardi (Stovini), Di Carlo Ambrosini Ambrosetti (Beghetto); Luiso, Zauli (Firmani) De Goey; Clarke, Leboeuf, Duberry, Le Saux; Petrescu (Flo), Wise, Di Matteo, Newton, Zola (Morris); Vialli           |
| 3 1 | Poyet, Zola, Hughes M. Luiso | Chelsea Vicenza | De Goey; Clarke, Duberry, Leboeuf, Le Saux; Morris (Hughes M.), Wise, Newton (Charvet), Poyet; Vialli, Zola (Myers) Brivio; Mendez, Belotti, Dicara, Viviani (Stovini); Schenardi (Otero), Di Carlo (Di Napoli), Ambrosini, Ambrosetti; Luiso, Zauli |

#### Statistiche
| Competizione      | Giocate | Vinte | Pareggiate | Perse | Gol fatti | Gol subiti |
| ----------------- | ------- | ----- | ---------- | ----- | --------- | ---------- |
| Coppa UEFA        | 2       | 0     | 1          | 1     | 1         | 2          |
| Coppa delle Coppe | 8       | 6     | 1          | 1     | 19        | 7          |

### Statistiche di squadra

#### Record
All time
- Vittoria più larga in casa:

12-1 vs. Monfalcone (1938-1939)
- Vittoria più larga in trasferta:

1-10 vs. MATER (1939-1940)
- Sconfitta più larga in casa:

0-6 vs. Novara (1921-1922)
- Sconfitta più larga in trasferta:

16-0 vs. Inter (1914-1915)
- Maggior numero di reti segnate:

12-1 vs. Monfalcone (1938-1939)
Serie A
- Vittoria più larga in casa:

5-0 vs. Venezia (1946-1947)
5-0 vs. Roma (1959-1960)
- Vittoria più larga in trasferta:

2-6 vs. Juventus (1942-1943)
- Sconfitta più larga in casa:

0-5 vs. Inter (1966-1967)
- Sconfitta più larga in trasferta:

6-0 vs. Torino (1946-1947)
6-0 vs. Juventus (1947-1948)
- Maggior numero di reti segnate:

6-2 vs. Napoli (1971-1972)

## Statistiche individuali

### Calciatori

#### Capocannonieri

Enrico Motta.

Sono considerate nella classifica tutte le partite di campionato disputate dal Vicenza dal 1911 ad oggi, comprese quelle del campionato di guerra 1944. Non sono conteggiate le partite contro squadre poi squalificate o comunque eliminate dalla classifica finale del campionato (da ciò deriva la discrepanza con altre fonti): si è seguito questo criterio sull'esempio del caso dell'Arezzo nel campionato 1992-93, tenendolo valido anche per il passato.
- Enrico Motta, capocannoniere serie B stagione 1954-55, 14 gol
- Luís Vinício, capocannoniere serie A stagione 1965-66, 25 gol
- Paolo Rossi, capocannoniere serie B stagione 1976-77, 21 gol
- Paolo Rossi, capocannoniere serie A stagione 1977-78, 24 gol
- Toto Rondon, capocannoniere serie C1 stagione 1983-84, 24 gol
- Fausto Pizzi, capocannoniere serie C1 stagione 1988-89, 16 gol
- Pasquale Luiso, capocannoniere della Coppa delle Coppe 1997-1998, 8 gol
- Andrea Cocco, capocannoniere della Serie B stagione 2014-15, 19 gol

#### Lista dei capitani
| Calciatore            | Ruolo | Stagioni al club                  | Stagioni da capitano | Presenze | Reti |
| --------------------- | ----- | --------------------------------- | -------------------- | -------- | ---- |
| Alberto Marchetti     | A     | 1938-1946 e 1949-1952             | 1950-1952 (2)        | 251      | 109  |
| Alfonso Santagiuliana | C     | 1940-1944 e 1946-1954             | 1952-1954 (2)        | 313      | 15   |
| Renato Miglioli       | C     | 1954-1956                         | 1954-1956 (2)        | 47       | 5    |
| Gino Giaroli          | D     | 1954-1958                         | 1956-1958 (2)        | 113      | 6    |
| Giulio Savoini        | D     | 1953-1966                         | 1958-1966 (8)        | 317      | 32   |
| Sergio Campana        | A     | 1953-1959 e 1961-1967             | 1966-1967 (1)        | 240      | 46   |
| Sergio Carantini      | D     | 1963-1972                         | 1967-1969 (2)        | 248      | 0    |
| Gianfranco Volpato    | D     | 1962-1975                         | 1969-1970 (1)        | 255      | 1    |
| Chinesinho            | C     | 1968-1972                         | 1970-1971 (1)        | 90       | 10   |
| Mario Maraschi        | D     | 1965-1967 e 1970-1972             | 1971-1972 (1)        | 113      | 32   |
| Ugo Ferrante          | D     | 1972-1976                         | 1972-1976 (4)        | 84       | 1    |
| Renato Faloppa        | C     | 1970-1979                         | 1976-1979 (3)        | 247      | 23   |
| Luciano Marangon      | D     | 1975-1980                         | 1979-1980 (1)        | 128      | 5    |
| Paolo Rosi            | C     | 1977-1981                         | 1980-1981 (1)        | 90       | 12   |
| Gianni Bottaro        | D     | 1975-1976 e 1979-1983             | 1981-1982 (1)        | 105      | 0    |
| Alberto Bigon         | C     | 1982-1984                         | 1982-1984 (2)        | 57       | 14   |
| Paolo Mazzeni         | D     | 1981-1982 e 1983-1987             | 1984-1987 (3)        | 164      | 4    |
| Antonio Rondon        | A     | 1983-1988                         | 1987-1988 (1)        | 151      | 59   |
| Giuseppe Mascheroni   | D     | 1984-1989                         | 1988-1989 (1)        | 168      | 1    |
| Angelo Trevisan       | D     | 1989-1990                         | 1989-1990 (1)        | 30       | 0    |
| Giancarlo Camolese    | C     | 1990-1991                         | 1990-1991 (1)        | 26       | 1    |
| Giovanni Lopez        | D     | 1991-1997                         | 1991-1997 (7)        | 191      | 11   |
| Domenico Di Carlo     | C     | 1990-1999                         | 1997-1999 (2)        | 268      | 9    |
| Fabio Viviani         | C     | 1992-2001                         | 1999-2001 (2)        | 243      | 13   |
| Lamberto Zauli        | C     | 1997-2001                         | 2001 (1)             | 117      | 15   |
| Giorgio Sterchele     | P     | 1988-1994 e 2000-2007             | 2001-2002 (1)        | 285      | -285 |
| Alessandro Dal Canto  | D     | 1994-1995, 1996, 2000-2003 e 2004 | 2002 (1)             | 98       | 2    |
| Stefan Schwoch        | A     | 2001-2008                         | 2002-2008 (6)        | 220      | 74   |
| Antonino Bernardini   | C     | 1999-2003 e 2008-2010             | 2008-2010 (2)        | 134      | 11   |
| Marco Zanchi          | D     | 2001 e 2008-2012                  | 2010-2012 (3)        | 101      | 4    |
| Daniele Martinelli    | D     | 2005-2013                         | 2012-2013 (1)        | 250      | 6    |
| Valeri Božinov        | A     | 2013                              | 2013 (1)             | 18       | 4    |
| Simone Tiribocchi     | A     | 2013-2014                         | 2013-2014 (1)        | 38       | 4    |
| Alessandro Camisa     | D     | 2012-2015                         | 2014-2015 (1)        | 85       | 2    |
| Antonio Cinelli       | C     | 2013-2016                         | 2015-2016 (1)        | 101      | 5    |
| Nicolò Brighenti      | D     | 2012-2013 e 2014-2016             | 2016 (1)             | 77       | 5    |
| Stefano Giacomelli    | A     | 2012-2023                         | 2016-2023 (7)        | 327      | 42   |
| Vladimir Golemić      | D     | 2023-2025                         | 2023-2024 (2)        | 35       | 1    |
| Fausto Rossi          | C     | 2010-2012 e 2023-                 | 2024- (1)            | 56       | 1    |

Dati aggiornati al 27 gennaio 2025.

#### Record presenze
| Campionato - 327 Stefano Giacomelli (2012-2023) - 316 Giulio Savoini (1953-1966) - 314 Luigi Menti (1953-1957, 1958-1969) - 313 Alfonso Santagiuliana (1940-1944, 1946-1954) - 285 Giorgio Sterchele (1988-1994, 2000-2007) - 268 Domenico Di Carlo (1990-1999) - 256 Gianfranco Volpato (1963-1975) - 251 Alberto Marchetti (1938-1946, 1949-1952) - 250 Daniele Martinelli (2005-2013) - 249 Sergio Carantini (1963-1972) | Competizioni UEFA - 8 Pierluigi Brivio (1997-1998) 8 Pasquale Luiso (1997-1998) 8 Fabio Viviani (1997-1998) - 7 Gabriele Ambrosetti (1997-1998) 7 Massimo Ambrosini (1997-1998) 7 Davide Belotti (1997-1998) 7 Giacomo Dicara (1997-1998) 7 Domenico Di Carlo (1997-1998) 7 Fabio Firmani (1997-1998) 7 Gustavo Méndez (1997-1998) | Coppa Italia - 35 Renato Faloppa (1970-1979) - 28 Antonio Rondon (1983-1988) - 24 Franco Cerilli (1976-1977, 1978-1979, 1984-1986) 24 Giuseppe Mascheroni (1984-1989) 24 Eligio Nicolini (1980, 1981-1987) - 23 Gianfranco Volpato (1962-1975) - 22 Roberto Filippi (1976-1978, 1983-1987) 22 Paolo Mazzeni (1981-1982, 1983-1987) - 21 Alfonso Bertozzi (1984-1989) 21 Domenico Di Carlo (1992-1999) 21 Danio Montani (1984-1989) |

| Serie A - 307 Luigi Menti (1955-1957, 1958-1969) - 284 Giulio Savoini (1955-1966) - 256 Gianfranco Volpato (1963-1975) - 249 Sergio Carantini (1963-1972) - 219 Giorgio De Marchi (1957-1976) - 218 Sergio Campana (1955-1959, 1961-1967) - 199 Giobatta Zoppelletto (1955-1956, 1958-1966) - 187 Franco Luison (1955-1959, 1961-1969) - 185 Renato Faloppa (1970-1975, 1977-1979) - 171 Domenico Fontana (1963-1969, 1970-1972, 1973-1975) | Serie B - 250 Daniele Martinelli (2005-2013) - 226 Alfonso Santagiuliana (1940-1942, 1948-1954) - 210 Stefan Schwoch (2001-2008) - 190 Stefano Giacomelli (2012-2013, 2014-2017, 2020-2022) - 186 Giorgio Sterchele (1993-1994, 2001-2007) - 173 Massimo Margiotta (2001-2003, 2004-2005, 2008-2010) - 162 Riccardo Fissore (2002-2008) - 158 Alberto Marchetti (1940-1942, 1949-1952) - 156 Edoardo Dal Pos (1949-1954) - 150 Stefano Botta (2008-2012) 150 Bruno Quaresima (1941-1942, 1948-1951, 1953-1954) | Serie C/C1 - 137 Stefano Giacomelli (2013-2014, 2017-2020, 2022-2023) - 134 Eligio Nicolini (1981-1985) - 125 Mariano Rossi (1935-1940) - 108 Loris Zonta (2018-2020, 2022-2023, 2024-) - 100 Eraldo Bedendo (1935-1940) - 98 Andrea Messersì (1984-1985, 1987-1989) - 96 Giuseppe Mascheroni (1984-1985, 1987-1989) 96 Paolo Mazzeni (1981-1982, 1983-1985) - 95 Gianfranco Zanotto (1986-1992) - 93 Oriano Grop (1981-1984) |

#### Record marcature
| In campionato - 123 Pietro Spinato (1926-1937) - 106 Bruno Quaresima (1941-1944, 1945-1946, 1948-1951, 1953-1954) - 105 Alberto Marchetti (1938-1946, 1949-1952) - 74 Stefan Schwoch (2001-2008) - 68 Luís Vinício (1962-1966, 1967-1968) - 66 Mariano Rossi (1931-1943) - 60 Paolo Rossi (1976-1979) - 59 Antonio Rondon (1983-1988) - 51 Massimo Margiotta (2001-2003, 2004-2005, 2008-2010) - 47 Piero Suppi (1938-1941, 1943-1946, 1951-1952) | Competizioni UEFA - 8 Pasquale Luiso (1997-1998) - 3 Lamberto Zauli (1997-1998) - 2 Gabriele Ambrosetti (1997-1998) - 1 Massimo Beghetto (1997-1998) 1 Davide Belotti (1997-1998) 1 Massimo Briaschi (1978-1979) 1 Fabio Firmani (1997-1998) 1 Gustavo Méndez (1997-1998) 1 Marcelo Otero (1997-1998) 1 Fabio Viviani (1997-1998) | Coppe nazionali - 12 Alberto Marchetti (1938-1943) - 8 Stefano Giacomelli (2012-2022) 8 Pasquale Luiso (1997-1999, 1999-2001) - 7 Mario Maraschi (1965-1967, 1970-1972) 7 Italo Salvadori (1939-1940) 7 Stefan Schwoch (2001-2008) - 6 Giuseppe Chiesa (1939-1940) 6 Antonio Rondon (1983-1987) 6 Mariano Rossi (1935-1943) 6 Paolo Rossi (1976-1979) 6 Alessandro Vitali (1968-1970, 1972-1976) |

| Serie A - 68 Luís Vinício (1962-1966, 1967-1968) - 39 Paolo Rossi (1977-1979) - 38 Sergio Campana (1955-1959, 1961-1967) - 37 Marcelo Otero (1995-1999) - 34 Alessandro Vitali (1968-1970, 1972-1975) - 32 Mario Maraschi (1965-1967, 1970-1972) - 28 Giulio Savoini (1955-1966) - 27 Oliviero Conti (1958-1961) - 22 Giovanni Vastola (1961-1965) - 21 Renzo Cappellaro (1956-1961) | Serie B - 74 Stefan Schwoch (2001-2008) - 72 Bruno Quaresima (1941-1942, 1948-1951, 1953-1954) - 51 Massimo Margiotta (2001-2003, 2004-2005, 2008-2010) - 47 Alberto Marchetti (1940-1942, 1949-1952) - 32 Elvis Abbruscato (2010-2012) - 31 Roberto Lerici (1950-1953) - 27 Alessandro Sgrigna (1999-2000, 2001-2003, 2005-2007, 2008-2010) - 21 Paolo Rossi (1976-1977) - 20 Saša Bjelanović (2008-2010) 20 Gianni Comandini (1999-2000) | Serie C/C1 - 46 Antonio Rondon (1983-1985, 1987-1988) - 45 Mariano Rossi (1935-1940) - 37 Pietro Spinato (1935-1937) - 36 Armando Frigo (1935-1939) - 34 Romeo Menti (1935-1938) - 33 Alberto Marchetti (1938-1940) - 32 Franco Ferrari (2022-) - 27 Oriano Grop (1981-1984) - 25 Fausto Pizzi (1987-1989) - 24 Stefano Giacomelli (2013-2014, 2017-2020, 2022-2023) |

### Allenatori

#### Record panchine
| Campionato - 161 Héctor Puricelli (1968-1971, 1972-1975) - 159 Pietro Spinato (1939-1943, 1945-1948) - 144 Wilmas Wilhelm (1923-1924, 1928-1931, 1948-1950) - 142 Renzo Ulivieri (1979-1980, 1991-1994) - 140 Francesco Guidolin (1994-1998) - 139 Manlio Scopigno (1961-1965, 1974-1976) - 130 Imre János Bekey (1924-1928, 1931-1932) - 121 Angelo Gregucci (2006-2009) - 119 Giulio Fasolo (1908-1915, 1919-1922) - 117 Roberto Lerici (1957-1962) | Competizioni UEFA - 8 Francesco Guidolin (1997-1998) - 2 Giovan Battista Fabbri (1978-1979) |

| Serie A - 119 Manlio Scopigno (1961-1965, 1974-1975) - 117 Roberto Lerici (1957-1962) - 102 Francesco Guidolin (1995-1998) - 63 Umberto Menti (1955-1956, 1966-1967, 1968-1969, 1971-1972) - 60 Giovan Battista Fabbri (1977-1979) - 49 Edoardo Reja (1998-1999, 2000-2001) - 42 Aldo Campatelli (1965-1967) - 33 Pietro Spinato (1955-1959, 1961-1967) - 30 Arturo Silvestri (1967-1968) - 26 Béla Guttmann (1955-1956) | Serie B - 161 Héctor Puricelli (1968-1971, 1972-1975) - 121 Angelo Gregucci (2006-2009) - 81 Rolando Maran (2009-2011) - 76 Renzo Ulivieri (1979-1980, 1993-1994) - 72 Fulvio Bernardini (1951-1953) - 68 Pietro Spinato (1940-1942) - 63 Pasquale Marino (2014-2016) - 61 Aldo Campatelli (1953-1955) - 56 Wilmas Wilhelm (1948-1950) - 47 Giancarlo Camolese (2005-2007) | Serie C/C1 - 68 Bruno Giorgi (1983-1985) - 66 Renzo Ulivieri (1991-1993) - 56 András Kuttik (1937-1939) - 44 Stefano Vecchi (2023-) - 41 Giancarlo Cadè (1981-1983) 41 Ernesto Galli (1987-1989) - 32 Pietro Spinato (1939-1940) - 30 Giovanni Lopez (2013-2014) 30 József Viola (1935-1936) - 29 Giovanni Colella (2018-2019) |